# Nassau-Idstein

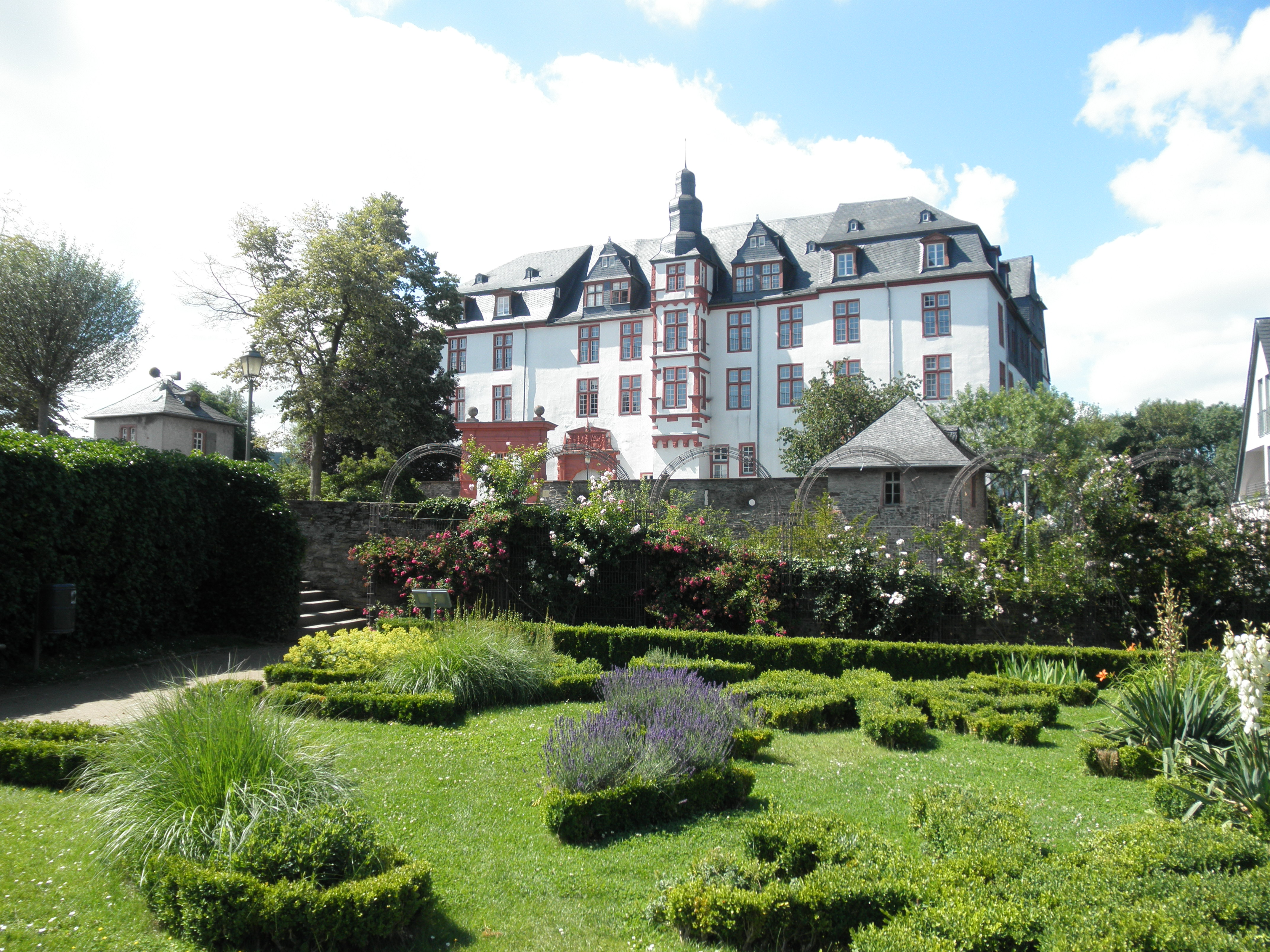
Residenzschloss in Idstein

Nassau-Idstein, teilweise und zeitweise auch als Nassau-Wiesbaden-Idstein bezeichnet, war ein Territorium im Heiligen Römischen Kaiserreich und eine Linie des Hauses Nassau. Es gehörte dem Oberrheinischen Reichskreis an. Das Gebiet bestand während eines Großteils seiner Geschichte im Wesentlichen aus der Herrschaft Idstein und der Herrschaft Wiesbaden.

## Ursprünge
Das Gebiet um Idstein liegt im Taunus. Die Burg Idstein (Etichestein) wurde 1102 erstmals erwähnt. Das Gebiet um die Burg war ursprünglich ein Reichslehen und kam um 1120 an die Erzbischöfe von Mainz. Diese vergaben Burg und zugehöriges Gebiet als Lehen an die Vorfahren des Hauses Nassau, die Grafen von Laurenburg. Bei der Erbteilung des Gesamthauses Nassau (1255) fiel Idstein an die Walramsche Linie.
Neben Weilburg war Idstein eines der Herrschaftszentren der walramschen Linie. Wiesbaden war den Nassauern zeitweise entglitten und konnte erst nach dem Ende des Interregnums wiedererlangt werden. Starke Gegenkräfte waren die Herren von Eppstein. Diese stellten im 13. und Anfang des 14. Jahrhunderts auch einige Mainzer Erzbischöfe, was die Lage für die Nassauer nicht einfacher machte. Insgesamt waren ihre Gebiete aber auch zu klein und nicht geschlossen genug, um eine erfolgreiche Territorialpolitik zu betreiben. Zwischen Weilburg und Idstein lagen die Besitzungen der Grafen von Diez. Auch fehlte eine Verbindung zu den nassauischen Stammlanden an der unteren Lahn. In diesem Bereich setzten die Grafen von Katzenelnbogen einer Expansion Grenzen.
Idstein war Residenz von Walram II. von Nassau. Die ihm gehörende Herrschaft Wiesbaden hatte siebzehn Ortschaften, eine Stadt und zwei Burgen. Die Herrschaft Idstein hatte dreiunddreißig Ortschaften und eine Burg. Adolf von Nassau, der spätere König, erlangte 1287 Stadtrechte für die Siedlung Idstein von König Rudolf von Habsburg. Einige der folgenden Grafen wie Gerlach I. residierten in Wiesbaden. Diesem gelang eine Ausweitung der nassauischen Position. Im Jahr 1355 kam es zu einer Teilung der walramischen Linie.

## Ältere Linie
Graf Adolf I. bekam Idstein und Wiesbaden. Residenz war Idstein. Er ließ Burg Adolfseck an der Aar erbauen. Diese trug er dem Erzstift Mainz zu Lehen auf. Grundsätzlich konnten die Idsteiner auf Grund der starken Nachbarn Katzenelnbogen und Eppstein kaum als expansive Macht hervortreten.
Nachkommen waren die Mainzer Erzbischöfe Adolf und Johann II. Walram II. ließ in der Nähe von Idstein die Burg Wallrabenstein erbauen. Vom Zerfall der Herrschaft Eppstein seit der Mitte des 15. Jahrhunderts konnten die Idsteiner im Gegensatz zu den Grafen von Katzenelnbogen nicht profitieren.
Graf Johann nahm zunächst am Krieg gegen die Kurpfalz auf Seiten des Mainzer Erzbischofs Diether von Isenburg teil. Er unterstützte dann aber gegen den Isenburger seinen Bruder Adolf im Kampf um den Mainzer Erzbischofstuhl. So wichtig die verschiedenen Wahlen von Angehörigen des Hauses auf den Mainzer Erzbischofsstuhl auch waren, so haben die damit verbundenen Konflikte und Fehden die Kräfte der Grafschaft stark belastet.
Die Söhne Adolf und Philipp waren Gefolgsleute Kaiser Maximilians I. Das Gebiet wurde nach dem Tod des Vaters aufgeteilt. Philipp bekam Idstein und Adolf III. Wiesbaden. Nach Philipps Tod fiel Idstein an seinen Bruder Adolf III. Um 1542 unter Graf Philipp Altherr wurde allmählich die Reformation eingeführt.
Die Linie Nassau-Wiesbaden-Idstein starb 1605 aus. Das Gebiet fiel an Nassau-Weilburg. Zur Zeit von Ludwig II. wurde das Schloss teilweise abgebrochen und neu erbaut.

## Jüngere Linie

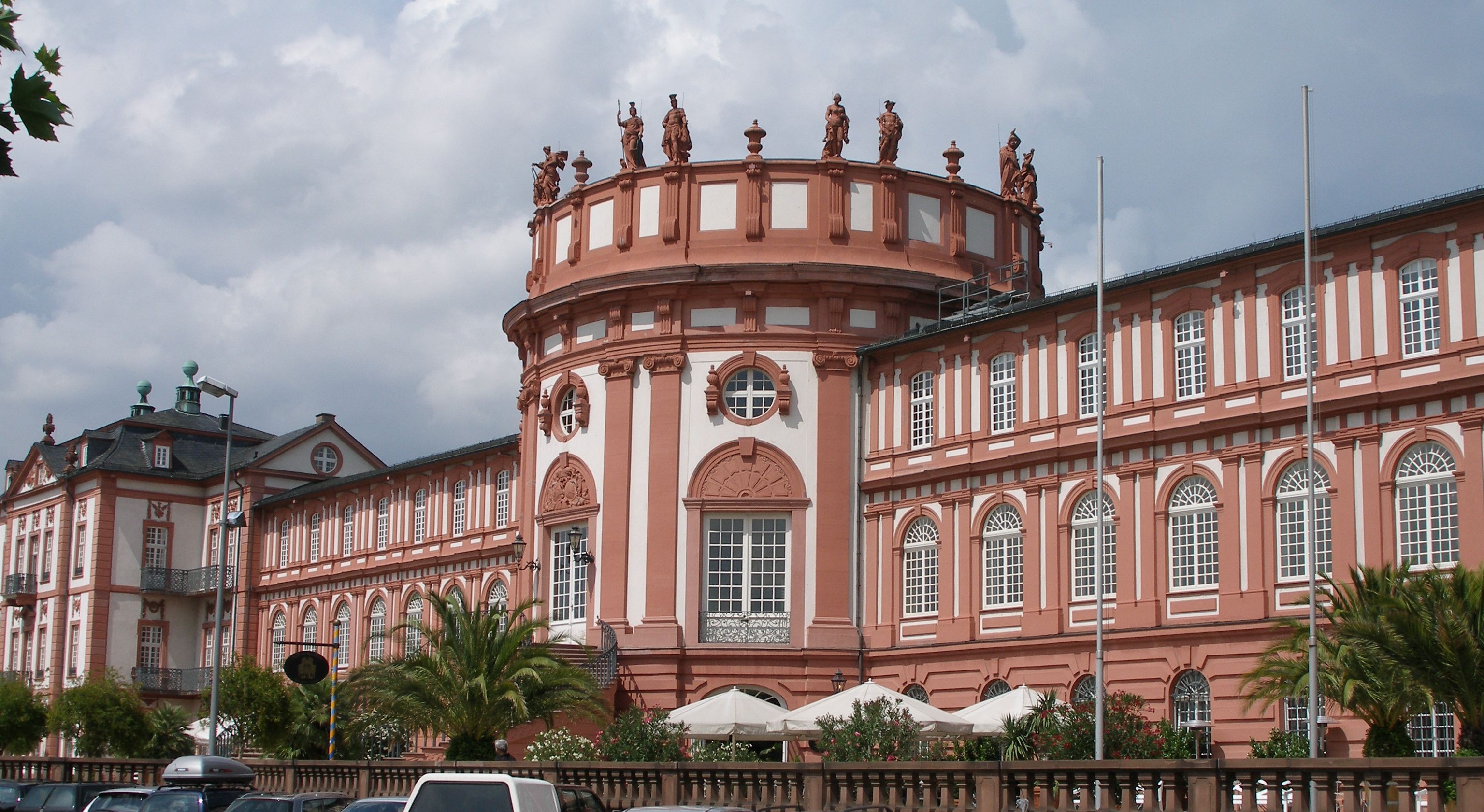
Schloss Biebrich

Durch eine Erbteilung wurde 1629 unter Graf Johann eine neue Linie Nassau-Idstein gegründet. Zu dem Besitz gehörten Idstein, Wiesbaden, Sonnenberg, der Weher Grund und Burgschwalbach. Die Nassauer Grafen waren während des Dreißigjährigen Krieges Anhänger von Gustav Adolf von Schweden und Mitglieder des Heilbronner Bundes. Als sie sich 1635 weigerten, dem Prager Frieden beizutreten, zog Ferdinand II. ihren Besitz ein. Der Regent wurde daher zeitweise vertrieben und das Land litt unter den Auswirkungen des Krieges. Erst mit dem Westfälischen Frieden wurde der Besitz wiederhergestellt. Im Jahr 1651 kam durch einen Erbvertrag die Herrschaft Lahr in seinen Besitz. Unter Graf Johanns Herrschaft kam es zu umfangreichen Hexenverfolgungen.
Sein Nachfolger Georg August Samuel wurde 1688 gefürstet. Allerdings war damit kein Sitz auf der Reichsfürstenbank des Reichstages verbunden. Er erbaute das Schloss Biebrich bei Wiesbaden und residierte überwiegend dort. Die Kosten seiner Hofhaltung überstiegen die finanzielle Leistungsfähigkeit des kleinen Landes. In seine Zeit fiel auch die Gründung eines Gymnasiums in Idstein.

## Weitere Entwicklung
Nach seinem Tod fiel Nassau-Idstein 1721 an Nassau-Saarbrücken und Nassau-Ottweiler. Nach dem Aussterben beider Linien gehörte es ab 1728 zu Nassau-Usingen. Die Herrschaft Idstein bildete in diesem Herrschaftsverband ein Oberamt. Dies bestand aus den Ämtern Idstein, Wehen, Burgschwalbach und zusammen mit Nassau-Diez das Amt Kirchberg. Seit 1728 war das Schloss Idstein Sitz des Archivs der Walramschen Linie des Hauses Nassau. Aus Nassau-Usingen ging 1806 das Herzogtum Nassau hervor.

## Regenten
| Herrschaftszeit | Name              | geboren | gestorben | Bemerkungen                                        |
| --------------- | ----------------- | ------- | --------- | -------------------------------------------------- |
| 1355–1370       | Adolf I.          | 1307    | 1370      | Sohn von Graf Gerlach                              |
| 1370–1386       | Gerlach II.       | 1333    | 1386      | Sohn                                               |
| 1370/86–1393    | Walram II.        | 1354    | 1393      | Bruder                                             |
| 1393–1426       | Adolf II.         | 1386    | 1426      | Sohn                                               |
| 1426–1480       | Johann            | 1419    | 1480      | Sohn                                               |
| 1480–1511       | Adolf III.        | 1443    | 1511      | Sohn                                               |
| 1511–1558       | Philipp I.        | 1492    | 1558      | Sohn                                               |
| 1558–1566       | Philipp II.       | 1516    | 1566      | Sohn                                               |
| 1566–1568       | Balthasar         | 1520    | 1568      | Bruder                                             |
| 1568–1596       | Johann Ludwig I.  | 1567    | 1596      | Sohn                                               |
| 1596–1605       | Johann Ludwig II. | 1596    | 1605      | Sohn                                               |
| 1605–1625       | Ludwig II.        | 1565    | 1627      | Übergang an Nassau-Weilburg                        |
| 1625–1677       | Johann            | 1603    | 1677      | Sohn (Begründer der jüngeren Linie Nassau-Idstein) |
| 1677–1721       | Georg August      | 1665    | 1721      | Sohn                                               |